# Callogorgia kinoshitae
Callogorgia kinoshitae är en korallart som beskrevs av Kükenthal 1913. Callogorgia kinoshitae ingår i släktet Callogorgia och familjen Primnoidae. Inga underarter finns listade i Catalogue of Life.